# New Zealand Open 1978
Il New Zealand Open 1978 è stato un torneo di tennis giocato sul cemento. È stata la 12ª edizione dell'Auckland Open, che fa parte dell'ATP Challenger Series 1978. Si è giocato all'ASB Tennis Centre di Auckland in Nuova Zelanda, dal 2 all'8 gennaio 1978.

## Campioni

### Singolare
Eliot Teltscher ha battuto in finale  Onny Parun con il punteggio di 6–3, 7–5, 6–1

### Doppio
Chris Lewis /  Russell Simpson hanno battuto in finale  Rod Frawley /  Karl Meiler con il punteggio di 7–6, 6–1